# Stor-Klintträsket
Stor-Klintträsket är en sjö i Skellefteå kommun i Västerbotten och ingår i Kågeälvens huvudavrinningsområde. Sjön har en area på 1,29 kvadratkilometer och ligger 265 meter över havet. Sjön avvattnas av vattendraget Kågeälven (Klintån).

## Delavrinningsområde
Stor-Klintträsket ingår i det delavrinningsområde (723723-170470) som SMHI kallar för Utloppet av Stor-Klintträsket. Medelhöjden är 292 meter över havet och ytan är 6,13 kvadratkilometer. Räknas de 7 avrinningsområdena uppströms in blir den ackumulerade arean 106,41 kvadratkilometer. Avrinningsområdets utflöde Kågeälven mynnar i havet. Avrinningsområdet består mestadels av skog (75 procent). Avrinningsområdet har 1,29 kvadratkilometer vattenytor vilket ger det en sjöprocent på 21 procent.